# ويليام هاريسون (طبيب توليد)
ويليام هاريسون (بالإنجليزية: William Harrison)‏ هو طبيب توليد ‏ أمريكي، ولد في 8 سبتمبر 1935، وتوفي في 24 سبتمبر 2010 بسبب ابيضاض الدم.